# Moshi
Moshi es una ciudad de Tanzania situada en la Región de Kilimanjaro, al pie de la ladera sur del monte Kilimanjaro, una montaña de origen volcánico que, con 5891,8 m de altitud, es la más elevada de África. Su población no ha hecho más que aumentar en las últimas décadas: si en el censo de 2002, tenía 144 739 habitantes, en el de 2017 tenía 201 150 y en el de 2022, 221 733.  
La ciudad de Moshi está situada en la carretera A 23 Arusha-Himo, que conecta Arusha y Mombasa (Kenia). Al este de la ciudad se encuentra la intersección con la carretera B 1 norte-sur conecta Tanga y Dar es Salaam.
En la zona viven las tribus los chaggas y los masáis.

## Historia
Alemania estableció un campamento militar en Moshi (Neumoschi) en agosto de 1893.
El ferrocarril de la línea norte llegó a Moshi en 1912.
Moshi alcanzó el estatus de ciudad en 1956.
En 1988, se convirtió en municipio según la ley de Tanzania, pero al 31 de octubre de 2014, el proceso para presentar su solicitud para convertirse en ciudad se encontraba en sus etapas finales. Moshi se divide administrativamente en 21 distritos y luego se subdivide en 60 aldeas.

## Educación
Gracias al gobierno, las autoridades locales y las misiones católicas y luteranas, Moshi cuenta con educación primaria universal y el mayor índice de alfabetización de la zona.
El municipio cuenta con diversos centros educativos, como la Escuela Secundaria Mawenzi, la Escuela Secundaria Majengo, la Escuela Secundaria Kiboriloni, la Escuela Secundaria Kibo, la Escuela Internacional Moshi y la Escuela Técnica Moshi.
La Escuela Internacional Moshi (International School Moshi) fue fundada en 1969 y cuenta actualmente con unos 400 estudiantes de 46 nacionalidades distintas en dos campus situados en Moshi y Arusha. El centro de Moshi alberga a 260 estudiantes, incluidos 110 residentes, y ofrece cursos que van desde el pre-jardín de infancia hasta el diploma de Bachillerato Internacional; ha sido una escuela de Bachillerato Internacional desde 1977, y el programa de estudios se imparte en inglés.

## Asistencia médica
El principal hospital en la comarca es el Kilimanjaro Christian Medical Centre (KCMC), a unos 6 km de la ciudad. Este gran complejo hospitalario cuenta con 450 camas y atiende a una población de más de once millones de personas. Fue inaugurado en marzo de 1971 por la Good Samaritan Foundation (Fundación del Buen Samaritano). Al lado del KCMC se estableció en 2007 un centro comunitario independiente de oftalmología (Kilimanjaro Center for Community Ophthalmology, KCCO), construido con la financiación de grandes organizaciones (como Seva Foundation y Google.org) y de particulares. El KCCO sobre todo asesora al Eye Center del KCMC, y dirige múltiples Centros de Remisión Directa para ayudar a traer a pacientes al KCMC.
La ciudad también cuenta con el Hospital de Mawenzi, donde existe un programa de aprendizaje de estudiantes en su departamento de fisioterapia en cooperación con Noruega, donde estudiantes noruegos de segundo y tercer curso de esta rama médica vienen a realizar periodos de prácticas.

## Otras instituciones y establecimientos

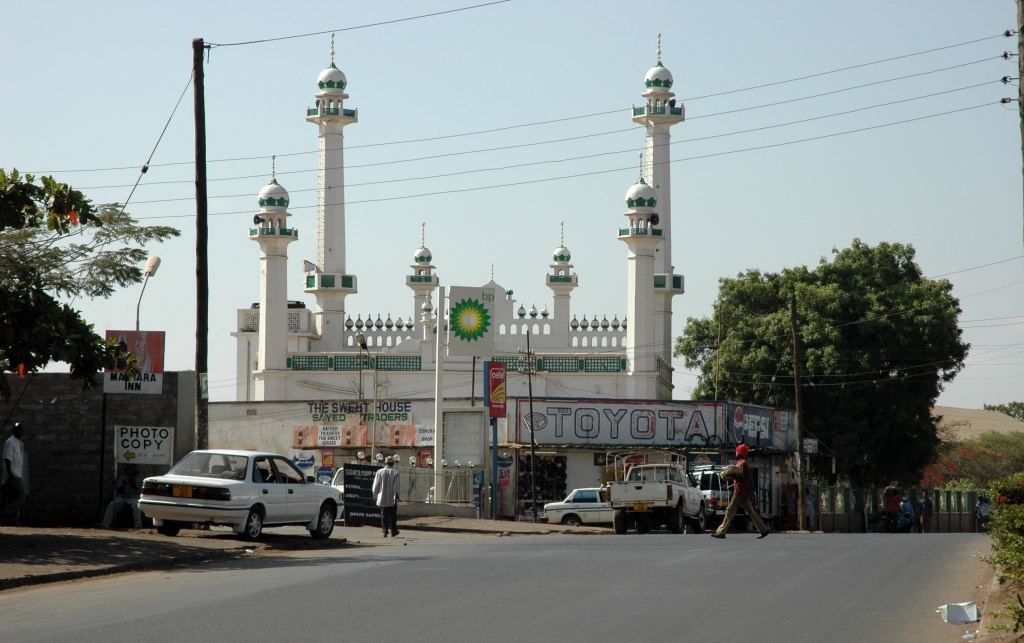
Mezquita de Moshi.

El municipio alberga otras instituciones y establecimientos como la Organización para el Desarrollo de la Pequeña Industria (SIDO-Moshi), el Consorcio para el Desarrollo Industrial del Kilimanjaro (KIDT), el Instituto de Formación de la Industria Mobiliaria (FITI), el Hospital Regional Mawenzi, el Estadio Memorial de Moshi, la mezquita de Moshi y un pequeño aeropuerto.

## Turismo
Moshi a menudo es pasado por alto como destino turístico, ya que muchos turistas que visitan el norte de Tanzania deciden quedarse en la cercana Arusha. Sin embargo, en la actualidad la ciudad es la sede del Maratón del Kilimanjaro, que crece rápidamente en popularidad y hay varios programas de turismo cultural que discurren por las laderas inferiores del Kilimanjaro. Moshi también sirve como base para muchas expediciones hacia el Kilimanjaro, con muchos escaladores que se hospedan en hoteles cercanos y emplean a vecinos de la ciudad como guías, porteadores y cocineros.

## Industria
En la ciudad existen varias industrias manufactureras como Bonite Bottlers (bebidas gaseadas), Kibo Breweries (cerveza), una planta de malta para fábricas de cerveza, Union Service Stores (harina de cereales y piensos) e Imara (mobiliario). Hay varios talleres de trabajos con metales, como Simon Engineering, Press Forge y CFW Moshi.

## Agricultura
A causa de su baja altitud y pocas lluvias, las principales cosechas cultivadas en las laderas más altas del monte Kilimanjaro (bananos y cafetos) no prosperan bien en la ciudad, por lo que las afueras de Moshi cuentan con extensas granjas de maíz y alubias, cultivados anualmente durante la temporada lluviosa (masika).
Moshi fue donde se plantaron las semillas de cafeto arábigo que los misioneros católicos introdujeron a finales del siglo XIX. La Kilimanjaro Native Cooperative Union (KNCU) fue fundada en 1930 y es la cooperativa más antigua de África.; el comisionado del distrito, Sir Charles Dundas, la puso en marcha en los años 1920 para permitir a cultivadores de café chagga competir en términos de igualdad en los mercados mundiales con los cultivadores europeos.

## Clima
Moshi presenta un clima tropical seco. La ciudad tiene un clima relativamente estable, muy controlado por la presencia de monte Kilimanjaro, esto, unido a la altitud a la que se encuentra la ciudad, mantiene unas temperaturas más bajas que las de las ciudades circundantes, incluso sin los efectos del mar que disfrutan las ciudades costeras.

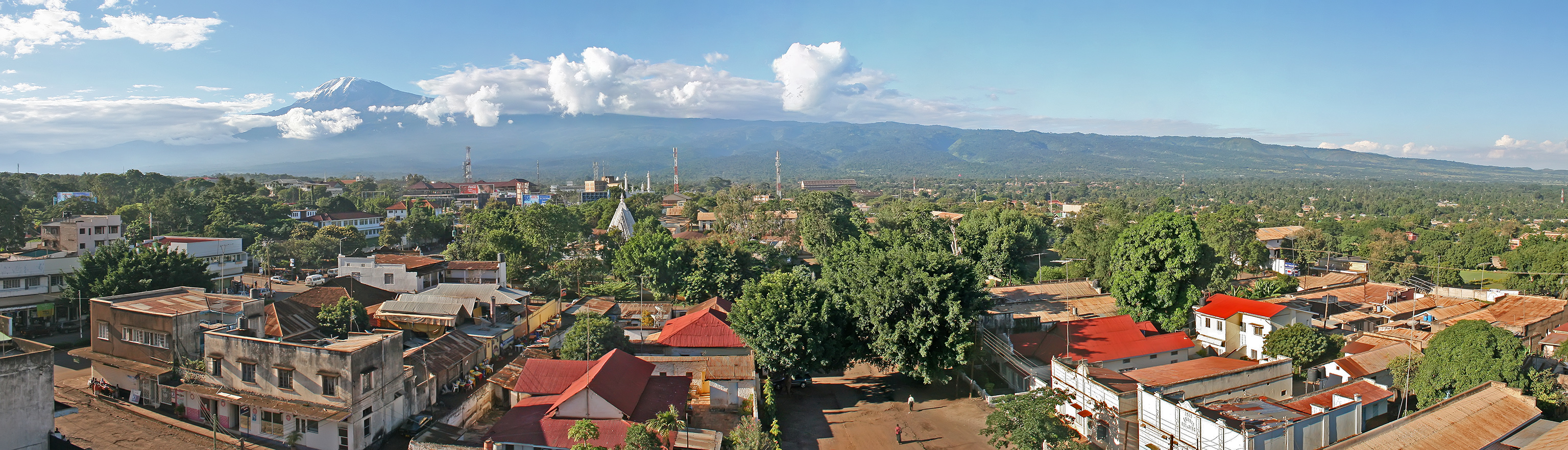
Panorama de Moshi. Se puede apreciar el monte Kilimanjaro al fondo.

| Parámetros climáticos promedio de Moshi | Parámetros climáticos promedio de Moshi | Parámetros climáticos promedio de Moshi | Parámetros climáticos promedio de Moshi | Parámetros climáticos promedio de Moshi | Parámetros climáticos promedio de Moshi | Parámetros climáticos promedio de Moshi | Parámetros climáticos promedio de Moshi | Parámetros climáticos promedio de Moshi | Parámetros climáticos promedio de Moshi | Parámetros climáticos promedio de Moshi | Parámetros climáticos promedio de Moshi | Parámetros climáticos promedio de Moshi | Parámetros climáticos promedio de Moshi |
| Mes                                     | Ene.                                    | Feb.                                    | Mar.                                    | Abr.                                    | May.                                    | Jun.                                    | Jul.                                    | Ago.                                    | Sep.                                    | Oct.                                    | Nov.                                    | Dic.                                    | Anual                                   |
| --------------------------------------- | --------------------------------------- | --------------------------------------- | --------------------------------------- | --------------------------------------- | --------------------------------------- | --------------------------------------- | --------------------------------------- | --------------------------------------- | --------------------------------------- | --------------------------------------- | --------------------------------------- | --------------------------------------- | --------------------------------------- |
| Temp. máx. media (°C)                   | 32                                      | 31                                      | 30                                      | 29                                      | 27                                      | 25                                      | 25                                      | 26                                      | 28                                      | 30                                      | 30                                      | 32                                      | 28.8                                    |
| Temp. mín. media (°C)                   | 23                                      | 22                                      | 21                                      | 20                                      | 18                                      | 16                                      | 15                                      | 15                                      | 16                                      | 17                                      | 20                                      | 22                                      | 18.8                                    |
| Precipitación total (mm)                | 37.0                                    | 28.8                                    | 57.4                                    | 108.7                                   | 64.4                                    | 7.8                                     | 3.9                                     | 7.2                                     | 2,9                                     | 15.0                                    | 21.4                                    | 28.1                                    | 38.3                                    |
| Fuente: MSN Weather 17 de junio de 2010 |                                         |                                         |                                         |                                         |                                         |                                         |                                         |                                         |                                         |                                         |                                         |                                         |                                         |

## Bibliobrafía
- Iliffe, John (1979). A Modern History of Tanganyika. pp. 102, 136.